# Correctief onderhoud
Correctief onderhoud is het herstellend en reactief onderhoud aan installaties, machines, systemen of bouwkundige elementen dat wordt uitgevoerd nadat een deskundig persoon (technicus, huismeester) of een geautomatiseerd meetsysteem een euvel of storing geconstateerd heeft.

## Automatisering
Het voorspellen van mogelijke gebreken of storingen is lastig. Door gebruik te maken van een geautomatiseerd meetsysteem, vaak direct verbonden met het onderhoud- of servicebedrijf, kan men bijvoorbeeld slijtage van bewegende onderdelen op de voet volgen en monitoren, eenvoudig overschrijding van tolerantiegrenzen in beeld brengen, diagnose stellen, en actie ondernemen.

Toepassingen van dit soort geautomatiseerde meetsystemen vindt men in bijvoorbeeld:
- liftinstallaties (de mate van slijtage in samenhang met het aantal liftbewegingen)
- installaties voor luchtbehandeling en verwarming (mate van drukverlies compressors, werking sensors luchtkwaliteit)
- installaties voor bewaking en beveiliging (werking sensoren, brandmelding- en inbraakcentrale)
- toegangspoorten, automatische (schuif)deuren en de bijhorende systemen (werking/beheer elektrische sloten, deurmotoren, badge- en paslezers)
- hardware, servers (computer) en software

## Bouwkundige elementen
Bij toeval opgemerkte gebreken of visuele inspecties door deskundigen zijn vaak redenen voor correctief onderhoud aan bouwkundige elementen. Dit kan om uitwendige bouwkundige elementen gaan zoals buitengevels, dakgoten, schoorstenen en dakbedekking maar ook om inpandige bouwkundige elementen zoals rioleringen, muren en fundering.

## Kosten
De kosten voor correctief onderhoud kunnen relatief hoog zijn in bepaalde gevallen. Voor bedrijven of instanties waar continuïteit van de bedrijfsvoering, systemen of gebouwen van groot belang is zal bij gebreken of fouten in de installaties of systemen direct correctief onderhoud noodzakelijk zijn en dat kan in die gevallen hogere kosten opleveren ten opzichte van andere soorten onderhoud. De uitvoering van dit noodzakelijke correctief onderhoud wordt namelijk altijd door een gespecialiseerd bedrijf uitgevoerd dat in staat is om 24 uur per dag en 7 dagen per week handelend op te treden en zal daarvoor een hogere (contract)prijs vragen dan voor regulier onderhoud.